# Hermann von der Heyde

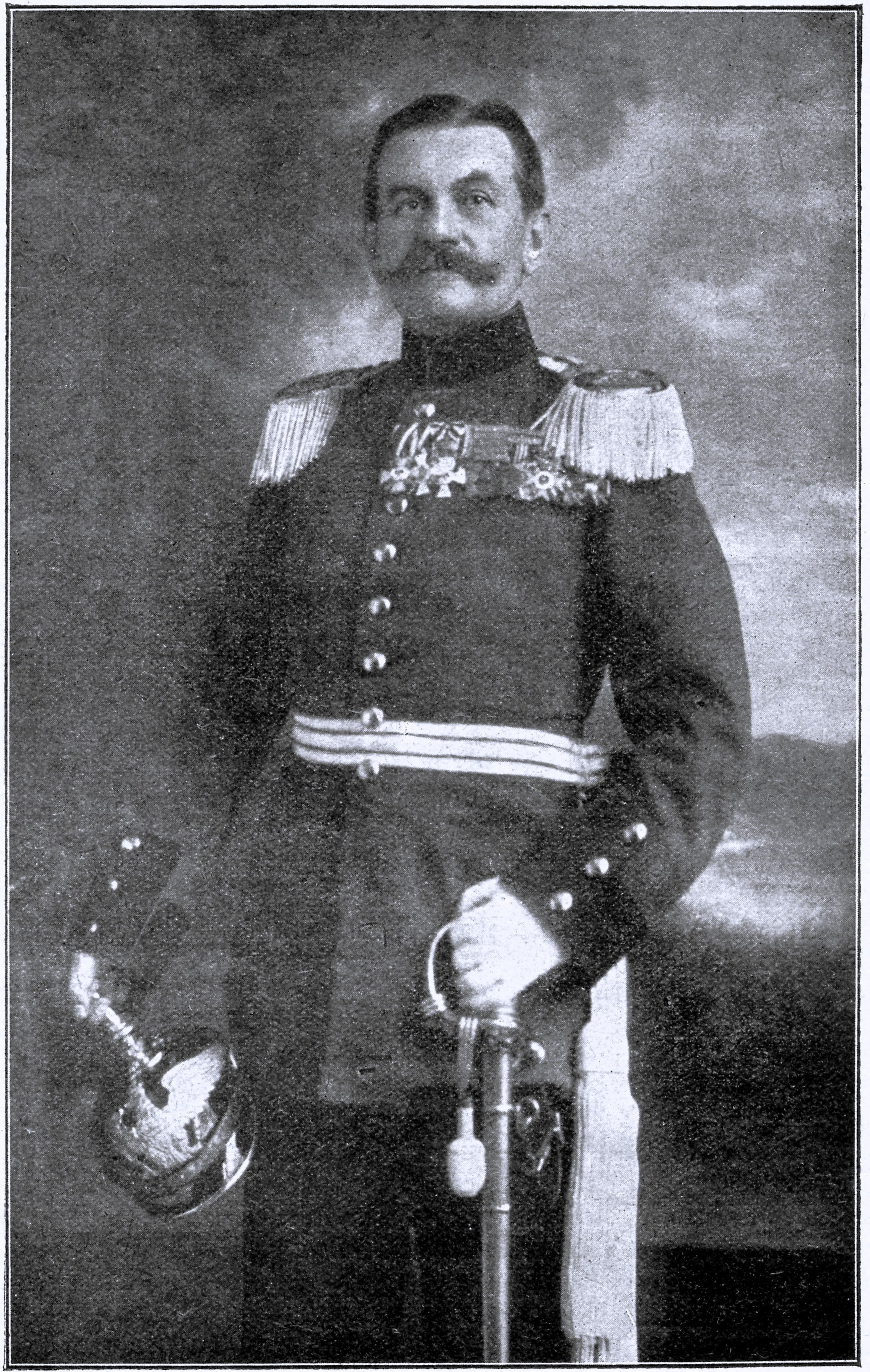
Hermann von der Heyde als Oberst um 1913

Hermann Heinrich Sigismund von der Heyde (* 21. Mai 1857 in Woiska, Kreis Tost; † 22. Februar 1942 in Bad Homburg vor der Höhe) war ein preußischer Generalleutnant im Ersten Weltkrieg.

## Leben

### Familie
Hermann war ein Sohn des Oberstleutnants a. D. Friedrich Heinrich von der Heyde (1816–1900) und dessen Ehefrau Laura von der Heyde (1831–1875). Er heiratete am 24. September 1887 Agnes von Scholten (* 27. Juli 1862; † 9. Dezember 1947), mit der zwei Kinder hatte:
- Aggie (* 17. März 1890)
- Heinrich-Sigismund (* 5. Juli 1891)

### Militärkarriere
Am 8. Februar 1890 wurde Heyde aus dem Kadettenkorps als charakterisierter Portepeefähnrich dem Infanterie-Regiment „von Manstein“ (Schleswigsches) Nr. 84 der Preußischen Armee überwiesen. Er avancierte am 17. Oktober 1876 zum Sekondeleutnant, am 22. März 1887 zum Premierleutnant und am 29. März 1892 zum Hauptmann. Als solcher wurde er am 14. November 1895 zum II. Seebataillon, am 17. Dezember 1897 zum III. Seebataillon und am 7. Februar 1899 zurück zum II. Seebataillon versetzt. Am 9. Juli 1900 wurde Heyde in das 3. Ostasiatische Infanterie-Regiment versetzt und am 6. Juni 1901 zum Major (ohne Patent) befördert und als solcher zum Bataillonskommandeur ernannt. Mit diesem Regiment nahm er an der Niederschlagung des Boxeraufstands teil. Um 1902 wurde er zum Bataillonskommandeur vom II. Bataillon des 2. Ostasiatischen Infanterie-Regiments in Tientsin versetzt. Dort erhielt er am 27. Januar 1902 das Patent des Majors. 
Wieder zurück in Deutschland wurde er dem 7. Badischen Infanterie-Regiment Nr. 142 in Mülhausen (14. August 1902) zugeteilt. Wie bereits zur Bekämpfung des Boxeraufstands, meldete er sich freiwillig, um die deutsche Schutztruppe in Deutsch-Südwestafrika für mindestens drei Jahre, das war zu jener Zeit die Mindestdauer, zu verstärken. Im Jahr darauf brach der Hereroaufstand offen aus. Er befehligte ein Bataillon des 1. Feld-Regiments, nahm an der Niederschlagung des Aufstands teil und kämpfte unter anderem bei der Schlacht am Waterberg. Nach dem Ablauf seiner Afrikajahre wurde Heyde als Kommandeur vom II. Bataillon des Infanterie-Regiments „von Stülpnagel“ (5. Brandenburgisches) Nr. 48 nach Cüstrin zugeteilt. Am 27. Januar 1909 wurde er in den Stab des Infanterie-Regiments „Keith“ (1. Oberschlesisches) Nr. 22 nach Gleiwitz abkommandiert, wo er zum Oberstleutnant befördert wurde. Unter der Beförderung zum Oberst wurde er am 1. Juli 1911 zum Kommandeur des Königs-Infanterie-Regiments (6. Lothringisches) Nr. 145 zu Metz ernannt. Am 4. Juli 1914 wurde er zum Kommandeur der 24. Infanterie-Brigade in Neisse ernannt und zum Generalmajor befördert.
Während des Ersten Weltkriegs befehligte Heyde vom 4. August 1916 bis zum 6. August 1918 die 29. Infanterie-Division. In dieser Stellung wurde Heyde am 22. März 1918 zum Generalleutnant befördert.

## Auszeichnungen
- Eisernes Kreuz (1914) II. und I. Klasse
- Roter Adlerorden III. Klasse mit Schleife und Schwertern am Ring[4] am 15. Mai 1912
- Kronenorden II. Klasse mit Schwertern am Ring[4] am 12. Mai 1914
- Ritterkreuz I. Klasse des Ordens vom Zähringer Löwen mit Schwertern[4] am 11. Januar 1907
- Ritter des Militär-Karl-Friedrich-Verdienstordens[4]
- Bayerischer Militärverdienstorden IV. Klasse mit Krone und Schwertern[4] am 16. Oktober 1906
- Preußischer Dienstauszeichnungskreuz[4]
- Russischer Orden der Heiligen Anna[4]
- Zentenarmedaille[5]
- China-Denkmünze in Bronze, 29. September 1901[5]
- Südwestafrika-Denkmünze in Bronze, 26. Juni 1907[5]